# Verbove, Vînohradiv
Verbove (în ucraineană Вербове) este un sat în comuna Matiiovo din raionul Vînohradiv, regiunea Transcarpatia, Ucraina.

## Demografie
Componența lingvistică a localității Verbove
     Ucraineană (100%)
Conform recensământului din 2001, toată populația localității Verbove era vorbitoare de ucraineană (100%).